# Michaił Kachowski
Michaił Wasiljewicz Kachowski (ros. Михаил Васильевич Каховский; ur. 1734, zm. 1800) – generał rosyjski, generał en chef armii rosyjskiej, która uderzyła na Rzeczpospolitą od strony Ukrainy w czasie wojny polsko-rosyjskiej 1792 roku.

## Życiorys
Brał udział w dwóch wojnach rosyjsko-tureckich: w latach 1768–1774, w drugiej, w latach 1787–1792 był wodzem rosyjskiej armii i floty czarnomorskiej. Po kampanii w Polsce został zdymisjonowany za konflikt z bratem faworyta carycy Katarzyny II, Walerianem Zubowem.
W 1796 przywrócony do służby przez cara Pawła I w stopniu generał-gubernatora penzeńskiego i niżnonowogrodzkiego, a później, 5 kwietnia 1797 otrzymał tytuł hrabiowski. Wkrótce potem zrezygnował ze służby czynnej.